# 1418.
◄ | 14. stoljeće | 15. stoljeće | 16. stoljeće | ►
◄ | 1380-ih | 1390-ih | 1400-ih | 1410-ih | 1420-ih | 1430-ih | 1440-ih | ►
◄◄ | ◄ | 1415. | 1416. | 1417. | 1418. | 1419. | 1420. | 1421. | ► | ►►
Arhitektura • Astronomija • Glazba • Knjige • Književnost • Kršćanstvo • Medicina • Pravo • Promet • Slikarstvo • Znanost

## Događaji
- Kraj crkvenog sabora u Konstanzu.

## Vanjske poveznice
|  | Zajednički poslužitelj ima još gradiva o temi 1418. |